# Cantonul Cléry-Saint-André
Cantonul Cléry-Saint-André este un canton din arondismentul Orléans, departamentul Loiret, regiunea Centru, Franța.

## Comune
- Cléry-Saint-André (reședință)
- Dry
- Jouy-le-Potier
- Mareau-aux-Prés
- Mézières-lez-Cléry